# 卡特里奥娜·罗奇
卡特里奥娜·罗奇（英語：Catriona Roach，1969年5月10日—），澳大利亚女子赛艇运动员。她曾代表澳大利亚参加世界赛艇锦标赛，获得一枚金牌和一枚银牌，均来自女子轻量级四人双桨项目。